# П'єтрагалла
П'єтрагалла, П'єтраґалла (італ. Pietragalla) — муніципалітет в Італії, у регіоні Базиліката, провінція Потенца.
П'єтрагалла розташовані на відстані близько 320 км на південний схід від Рима, 15 км на північний схід від Потенци.
Населення — 4189 осіб (2014).
Щорічний фестиваль відбувається 10 травня. Покровитель — San Teodosio.

## Демографія
Населення за роками:

Станом на 1 січня 2023 року в муніципалітеті офіційно проживали 152 іноземці з 21 країни, серед них 22 громадяни країн Євросоюзу та 1 громадянин України.

## Сусідні муніципалітети
- Ачеренца
- Авільяно
- Канчеллара
- Форенца
- Потенца
- Вальйо-Базиліката